# KK Radnički Belgrade
Maillots
Le KK Radnički Belgrade est un club serbe de basket-ball. Le club est basé dans la ville de Belgrade.

## Historique
En raison de problèmes financiers, le club est relégué en troisième division du championnat serbe (première division régionale, zone centre) à l'issue de la saison 2012-2013.

## Palmarès
- Finaliste de la Coupes de coupes : 1977

- Champion de Yougoslavie : 1973
- Vainqueur de la Coupe de Yougoslavie : 1976

## Joueurs célèbres ou marquants
- Dušan Ivković
- Luka Bogdanović
- Ognjen Vukićević
- Dušan Vukčević